# Новгородская епархия
Новгоро́дская епа́рхия — епархия Русской православной церкви, объединяющая приходы и монастыри в западной части Новгородской области (в границах Новгородского, Старорусского, Батецкого, Валдайского, Волотовского, Демянского, Крестецкого, Маловишерского, Марёвского, Парфинского, Поддорского, Солецкого, Холмского, Чудовского и Шимского районов). Входит в состав Новгородской митрополии.
Наряду с Киевской — старейшая по времени учреждения на Руси. В различные периоды включала весьма обширные и различные территории (в синодальный и советский период часто будучи объединяема с Санкт-Петербургской епархией): Санкт-Петербург, Олонецкую губернию, Эстляндию, Выборг, Великое княжество Финляндское, Поморье.
Титул правящего архиерея многократно менялся; сама же епархия сохраняла именование «Новгородская».
Правящий архиерей с 20 июля 1990 года — Лев (Церпицкий), митрополит (с 8 января 2012 года) Новгородский и Старорусский.

## История

### Средние века
Учреждена в конце X века; источники разнятся в точной дате. Первым епископом в Новгороде принято считать Иоакима, возможно, прибывшего из Корсуня вместе с князем Владимиром.
До присоединения Новгородской республики к Московскому княжеству в 1478 году правящие епископы избирались через жребий, после чего обычно получали поставление от Киевских митрополитов. Иногда в процедуре избрания принимало участие вече; считают что первым избранным в 1156 году епископом был Аркадий, а первым смещённым в 1228 году был архиепископ Арсений.
В 1155 году Юрий Долгорукий сместил с Киевской митрополии незаконно (без благословения Патриарха) поставленного по воле киевского князя Изяслава Мстиславича Климента Смолятича. В конце 1156 из Константинополя был принят новый митрополит Константин I. За верность в поддержке своей политики Новгородским епископом Нифонтом во время смуты Константинопольский Патриарх предоставил Новгородской епархии некоторую автономию от киевского митрополита.
С 1165 года, при Иоанне I, Новгородская кафедра стала первой архиепископией в России. В Византии титул архиепископа обычно принадлежал «автокефальным» епископам, то есть тем, которые подчинялись не митрополиту, а непосредственно Патриарху.
В XII—XIII веках Юрьев монастырь стал государственным монастырём Новгородской республики, а её глава — новгородский архимандрит — главой городских магистратов.
Архиепископу Василию Калике в 1346 было пожаловано право ношения полиставриона («риз крещатых», то есть фелони, украшенной четырьмя крестами), каковой привилегией пользовались только самые высокопоставленные византийские иерархи.
Правящие архиереи вплоть до 1589 года носили титул «Архиепископ Великоновгородский и Псковский»; первым архиепископом был св. Иоанн (Илия).
В 1470-е Новгород стал очагом распространения в Северо-Восточной Руси ереси жидовствующих.
В конце XV века при дворе Новгородского архиепископа Геннадия был составлен первый полный корпус славянской Библии, известный как «Геннадиевская Библия» (1499).
С конца XIV века, начиная с архиепископа Иоанна, предстоятели епархии находились в частых конфликтах с экспансионистскими притязаниями московских князей.
После первого удачного похода на Новгород в 1471 году Иван III принудил новгородцев «ставить архиепископа на Москве». Последним епископом, избранным через жребий, был святой Феофил († 26 октября 1484): избран в декабре 1471 года и хиротонисан в Москве 15 декабря 1472 года. Впрочем, уже Феофил был сведён с кафедры 19 января 1480 года повелением великого князя и заточён в Чудовом монастыре. В последней четверти XV века значительная часть вотчин новгородского владыки и монастырей была конфискована.
Следующим серьёзным конфликтом новгородского владыки с властью московского князя было отлучение от Церкви в апреле 1509 года святителем Серапионом игумена и основателя Волоцкого монастыря преподобного Иосифа — монастырь тогда был в ведении Новгородской кафедры. Отлучение было наложено за самоуправство последнего, заключавшееся, по мнению новгородского архиепископа, в жалобе игумена напрямую к Московскому митрополиту Симону и Василию Ивановичу в 1507 году на своего удельного князя Феодора Борисовича (двоюродного брата великого князя). На Соборе 1509 года прещение с Иосифа было снято, а Серапион был заочно осуждён; впоследствии смещён и заточён в Андрониковом монастыре.
В 1589 году епархия получила статус митрополии.
В XVII веке на Новгородской кафедре находились будущие Московские Патриархи: Никон, Питирим и Иоаким.

### Всинодальный период
С 1721 года по 1762 на кафедре находились архиепископы с титулом «Великоновгородский и Великолуцкий».
1 января 1775 года императрица Екатерина II распорядилась, чтобы архиепископ Санкт-Петербургский и Ревельский Гавриил (Петров) был «совокупно и Архиепископом в Новогородской Епархии». После этого за изъятием крайне непродолжительных периодов, епархия находилась в управлении Санкт-Петербургских архиереев, титул которых в такие периоды начинался со слова «Новгородский»; в 1892 году, когда на Санкт-Петербургскую кафедру был назначен Палладий (Раев) с титулом «Санкт-Петербургский и Ладожский», а на Новгородскую — Феогност (Лебедев) с титулом «Новгородский и Старорусский», стала архиепископией с самостоятельным архиереем.
В 1787 году было учреждено Старорусское викариатство с пребыванием викариев в Хутынском монастыре. При восстановлении самостоятельного управления епархии в 1892 году викариатство переименовано в Кирилловское. В 1907 году было открыто Тихвинское викариатство (с резиденцией епископов по-прежнему в Хутынском монастыре), при этом Кирилловские епископы получили местопребывание в Кирилло-Белозерском монастыре)
С 5 ноября 1910 года во главе кафедры архиепископ Арсений (Стадницкий), номинально продолжавший оставаться правящим архиереем и во время своего заключения и ссылки — вплоть до августа 1933 года.
С 1875 года издавались «Новгородские Епархиальные Ведомости»

### После революции
С 1924 года в епархии, как по всему СССР начиналась первая волна массового закрытия храмов; следующая последовала с 1929 года.
В 1922 году митрополит Арсений был вызван в Москву и там арестован. В Новгород он уже не вернулся, однако сохранял титул «митрополита Новгородского» по август 1933 года. После короткого периода торжества обновленчества, епархия с 1923 года по 1933 год имела «временно управляющих» епископов, одним из которых был архиепископ Иосиф (Петровых).
В августе 1933 года во главе епархии был поставлен фактически управлявший ею с сентября 1926 года митрополит Алексий (Симанский), с 5 октября 1933 года Лениниградский.
В 1937—1940 управляющим епархией был архиепископ Петергофский Николай (Ярушевич), викарий митрополита Алексия (Симанского), проживавший тогда под Гатчиной.
К 1939 году было закрыто подавляющее большинство храмов и все монастыри; уничтожено почти всё духовенство епархии. К началу Великой Отечественной войны в Новгороде действовал один Михаило-Архангельский собор на Прусской улице (в храме в 1935—1936 служил протоиерей Владимир Константинович Лозина-Лозинский).
С августа 1941 года по осень 1943 года на оккупированной территории было возрождено не менее 60 приходов (оккупации подверглось около трети современной территории области). Обезображенные при большевистском режиме церкви ремонтировались, освящались; в дер. Орлово построили новый деревянный храм.
В декабре 1943 года была объединена с Ленинградской епархией. После освобождения от оккупации власти вновь закрыли многие из восстановленных храмов; в неоккупированных районах области было открыто мизерное число храмов. В итоге в 1950-х годах в Новгородской области имелся всего 41 приход.
С 1945 по 1962 год в Великом Новгороде был один действующий храм — Николо-Дворищенский собор, после закрытия которого в сентябре 1962 года община была выселена в церковь св. апостола Филиппа.
22 ноября 1956 года епархия была выделена из Ленинградской; управляющим (с 1959 правящий архиерей) был назначен епископ Старорусский Сергий (Голубцов), который организовал в Новгороде епархиальное управление. После его перемещении с Новгородской кафедры в октябре 1967 года, епархия была вновь объединена с Ленинградской. К этому времени в ней осталось 25 приходов (16 было снято с регистрации; в гг. Новгороде, Боровичах и Чудово взамен просторных храмов верующим «предоставили» тесные полуаварийные помещения). 7 октября 1967 года управляющим Новгородской епархией с титулом «Ленинградский и Новгородский» был назначен митрополит Никодим (Ротов) (в храмах Новгородской области митрополит поминался как «Новгородский и Ленинградский»).
20 июня 1990 года Священный Синод постановил «выделить из состава Ленинградской митрополии Новгородскую епархию» и назначил епископом Новгородским и Старорусским бывшего Ташкентского и Среднеазиатского Льва (Церпицкого). До назначения последнего, ставший 10 июня 1990 года Патриархом митрополит Ленинградский и Новгородский Алексий (Ридигер) оставался правящим архиереем Ленинграда и Новгорода, а также до 11 августа 1992 года Таллина.

### XXI век
28 декабря 2011 года из состава Новгородской епархии выделена Боровичская; была образована Новгородская митрополия, куда вошли Новгородская и Боровичская епархии.

## Викариатства
- Боровичское викариатство (ныне самостоятельная Боровичская епархия)
- Валдайское (недейств.)
- Демянское (недейств.)
- Кирилловское (недейств.)
- Крестецкое (недейств.)
- Маловишерское (недейств.)
- Старорусское (недейств.)
- Тихвинское (ныне Тихвинская епархия Санкт-Петербургской митрополии)
- Устюженское (недейств.)
- Юрьевское

## Благочиния
Епархия разделена на 5 церковных округов:
- Валдайское благочиние
- Демянское благочиние
- Новгородское благочиние
- Солецкое благочиние
- Старорусское благочиние

## Монастыри
Мужские
- Иверский Валдайский Богородицкий Святоозерский монастырь в Валдайском районе
- Свято-Юрьев монастырь в Новгороде
- Свято-Троицкий Михайло-Клопский монастырь в селе Сельцо Новгородского района
- Антониево-Леохновский Спасо-Преображенский монастырь в селе Леохново Старорусского района

Женские
- Варлаамо-Хутынский Спасо-Преображенский монастырь в деревне Хутынь Новгородского района
- Николо-Косинский монастырь в Старорусском районе

Недействующие
- Лисицкий Рождество-Богородицкий монастырь (мужской)
- Новгородский Мало-Кириллов монастырь (мужской)
- Перынский Рождество Богородицкий монастырь (мужской)
- Ионо-Отенский монастырь (мужской) в 4 км от деревень Посад (Новгородская область) и Мытно Новгородского района
- Савво-Вишерский монастырь (мужской) в деревне Савино (Новгородский район) Новгородского района
- Сырков Владимирский монастырь (женский)
- Антониев монастырь (Великий Новгород)
- Десятинный монастырь (женский) в Великом Новгороде
- Рдейский Успенский монастырь в Холмском районе
- Зверин-Покровский монастырь (женский) в Великом Новгороде

## Храмы
Богослужения в Великом Новгороде совершаются в девяти храмах:
- Софийский кафедральный собор
- Покровский собор бывшего Зверина монастыря
- Церковь Фёдора Стратилата на Щиркове улице
- Церковь Бориса и Глеба в Плотниках
- Церковь Димитрия Солунского
- Церковь Апостола Филиппа и Николая Чудотворца — единственный храм, действовавший в городе в 1960—1980-х годах
- Церковь Успения Богородицы в Колмове
- Церковь Александра Невского (улица Корсунова)[11]
- Церковь Святого праведного Лазаря Четверодневного на Западном кладбище.

В большинстве районов открылись старые храмы, в ряде — построены новые.

## Учебные заведения
- Новгородская духовная семинария
- Новгородское духовное училище

## СМИ
Епархией издаётся с 1992 года журнал «София» (до 1997 года газета «София»). Два раза в месяц на телеканале «Новгородское областное телевидение» выходит православная телепередача «София. Программа о наших истоках», c 2011 года действует сайт Новгородской епархии vn-eparhia.ru.